# Psychopathia Sexualis (Film)
Psychopathia Sexualis ist ein US-amerikanischer Spielfilm des Regisseurs Bret Wood aus dem Jahr 2006. Der Film basiert auf Psychopathia sexualis, dem wohl bekanntesten Werk des Psychiaters und Rechtsmediziners Richard von Krafft-Ebing. 

## Handlung
In Anlehnung an die Schilderungen Krafft-Ebings setzt Wood vor dem Hintergrund aufwendig gestalteter viktorianischer Kulissen so unterschiedliche Phänomene wie Vampirismus, Masochismus, Nekrophilie und Homosexualität in mehreren Kapiteln filmisch um. Hierbei variiert die Länge der einzelnen Kapitel stark, teilweise weisen diese keinerlei Dialoge auf.

## Rezeption
Der Film wurde von Publikum und Kritik fast ausschließlich negativ beurteilt. V.A. Musetto schrieb beispielsweise in der New York Post: „Sex kann spaßig, aufregend und wundervoll sein. Er kann auch sterbenslangweilig sein, wie in Psychopathia Sexualis.“ Joe Leydon von Variety kritisierte, der Film erscheine mühselig „in seiner fast komisch lauen Darstellung von Masochismus, Homosexualität, Nekrophilie und, flüchtig, Grausamkeit an Tieren.“